# Панајотис Вокотопулос
Панајотис Вокотопулос (Атина, 1930) грчки је археолог, историчар уметности и академик, инострани члан састава Српске академије науке и уметности од 2. новембра 2006.

## Биографија
Завршио је основне студије на Филозофском факултету Универзитета у Атини, а докторирао је на Аристотеловом Универзитету у Солуну. Радио је као професор на Аристотеловом Универзитету у Солуну 1976—1987. и на Универзитету у Атини 1987—1997, као управник Одељења за археологију и историју уметности Филозофског факултета у Атини и од 2006. године је у пензији.
Стручњак је за византијску црквену архитектуру и византијско и поствизантијско сликарство (фреске, иконе, минијатуре). Водио је ископавања у Епиру и Акарнанији, конзервацију и одржавање стотина икона и десетина споменика у западној Грчкој и иностранству.
Објавио је осам књига, 150 чланака у научним часописима и колективним свескама и 50 извештаја о ископавањима.
Члан је Атинске академије од 2000. и председник од 2007, почасни је члан стручних удружења Archaeological Society at Athens, Reading Society of Corfu, Sicilian Institute for Byzantine and Post-Byzantine Studies „Bruno Lavagninи”, Christian Archaeological Society, Greek Committee for Byzantine Studies, Committee of Greek Studies for Southeast Europe, Society for Macedonian Studies, Greek Society for the Protection of Natur и члан борда 1981—1989. Institute for Balkan Studies. Члан је Комитета грчких студија за југоисточну Европу, Друштва за македонске студије.
Добитник је Ордена звезде италијанске солидарности трећег степена (итал. Cavaliere dell’Ordine della Stella della Solidarietà Italiana) и почасни доктор Демокритовог универзитета у Тракији.